# Bezirksamt Tauberbischofsheim

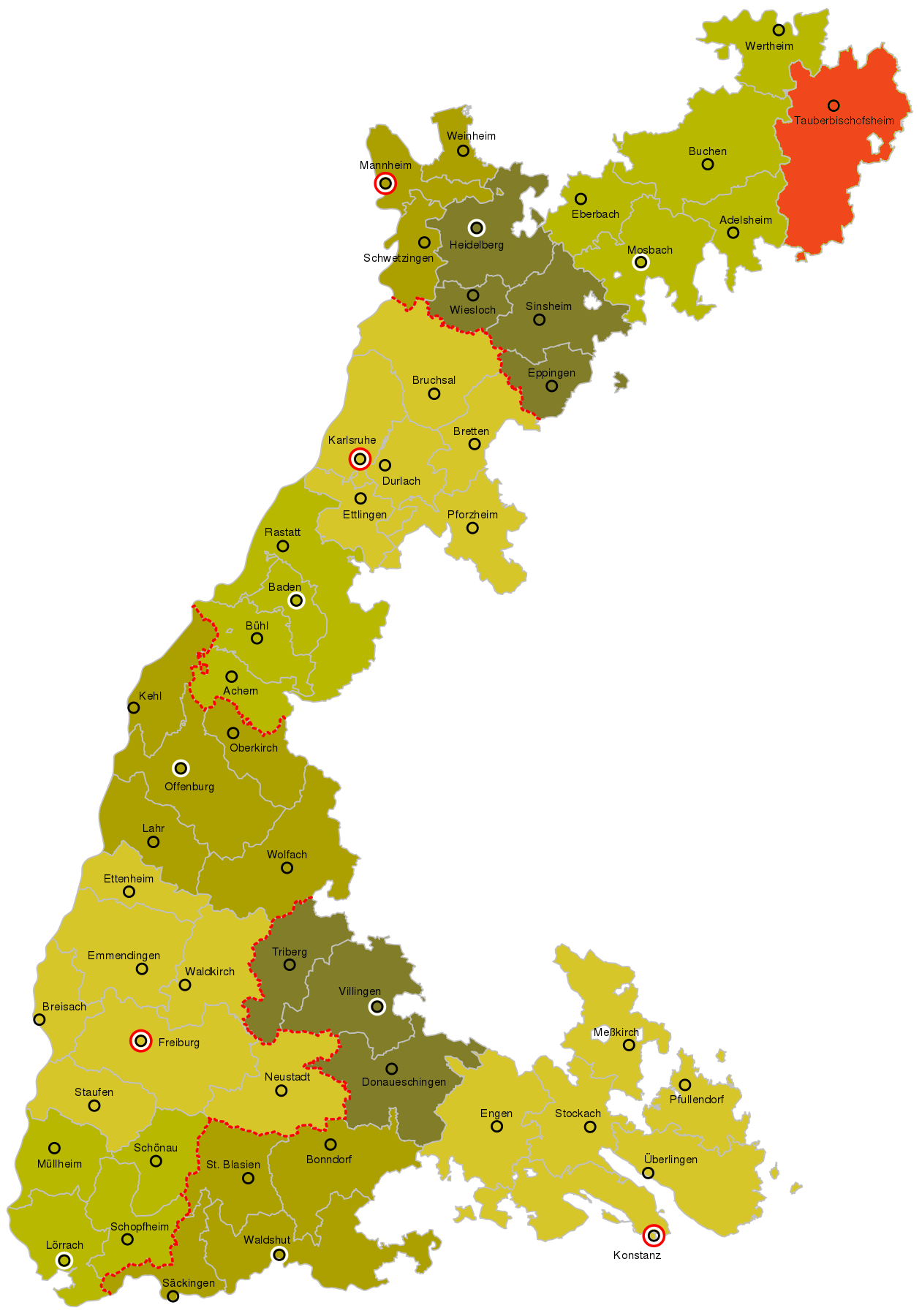
Lage des Bezirksamts Tauberbischofsheim in Baden (1890)

Das Bezirksamt Tauberbischofsheim (früher Bezirksamt Bischofsheim an der Tauber) war von 1813 bis 1938 ein Verwaltungsbezirk in Baden. Die badischen Bezirksämter waren in ihrer Funktion und Größe vergleichbar mit einem Landkreis.

## Geschichte
Das Bezirksamt Tauberbischofsheim wurde 1813 als Bezirksamt Bischofsheim an der Tauber gegründet und umfasste 18 Gemeinden: Bischofsheim (heute: Tauberbischofsheim), Brunnthal (heute: Brunntal), Dienstadt, Distelhausen, Dittwar, Eiersheim, Großrinderfeld, Hochhausen, Hundheim, Königheim, Külsheim, Lauda, Marbach, Oberlauda, Schönfeld, Uissigheim, Werbach und Werbachhausen.
Im gleichen Jahr entstanden auch die umliegenden Ämter bzw. Bezirksämter Boxberg, Gerlachsheim und Wertheim. Der Sitz des Bezirksamts war in Tauberbischofsheim, das heute als Kreisstadt zum Main-Tauber-Kreis gehört. 1864 wurde das Amt Gerlachsheim aufgelöst und seine Gemeinden dem Bezirksamt Tauberbischofsheim zugeordnet. 1924 löste sich das Amt Boxberg endgültig auf und seine Gemeinden kamen überwiegend zum Bezirksamt Tauberbischofsheim, einige auch zum Bezirksamt Adelsheim. Das Gesetz über die Neueinteilung der inneren Verwaltung vom 30. Juni 1936 hob schließlich noch das Bezirksamt Wertheim auf und ordnete seine Gemeinden dem Bezirksamt Tauberbischofsheim zu.
Mit § 1 Abs. 3 der Dritten Verordnung über den Neuaufbau des Reichs vom 28. November 1938 (RGBl. I S. 1675) erhielten diese Verwaltungsbezirke mit Wirkung vom 1. Januar 1939 die Bezeichnung Landkreis.
Dessen Gemeinden wurden 1973 dem Main-Tauber-Kreis zugeordnet.

## Oberamtmänner und Landräte
Die Oberamtmänner bzw. Landräte des Bezirksamtes Tauberbischofsheim (1813 bis 1938):
- 1813–1827: Carl Valentin Dölling
- 1828–1830: Joseph Maximilian Dreyer
- 1830–1833: Johannes Bach
- 1833–1841: Ludwig Frobenius von Dürrheim
- 1841–1848: Anton Schneider
- 1848–1855: Maximilian Ruth
- 1855–1860: Leopold Rieder
- 1860–1877: Matthias Schmieder
- 1877: 00000Adolf Fuchs
- 1877–1882: Otto Frey
- 1882–1886: Anton Rasina
- 1886–1893: Albert Jung
- 1893–1898: Edmund Lang
- 1898–1902: Konrad Kretzdorn
- 1902–1918: Emil Bitzel
- 1919–1921: Ernst Klotz
- 1921–1933: Ludwig Vesenbeckh
- 1933–1935: Friedrich Denzel
- 1935–1937: Hans Goll
- 1937–1938: Klaus Tellenbach (ab 1939 Landrat des Landkreises Tauberbischofsheim)